# Eric Carmen

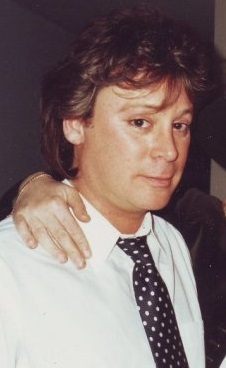
Eric Carmen (um 1991)

Eric Carmen (* 11. August 1949 in Cleveland, Ohio; † 9. oder 10. März 2024) war ein US-amerikanischer Sänger, Songschreiber, Gitarrist und Pianist. Bekannt wurde er ab den frühen 1970er-Jahren als Sänger der Raspberries; seine größten Erfolge als Solokünstler waren die Lieder All by Myself (1975) und Hungry Eyes (1987).

## Karriere
Eric Carmen lernte klassisches Klavier und kam zur Popmusik, als die Beatles die British Invasion in die USA brachten.
Er war fünf Jahre Sänger von The Raspberries, die er 1970 in Cleveland gegründet hatte. Die Gruppe hatte einige Hits, trennte sich aber 1975. Danach machte Carmen solo weiter.
Berühmt wurde er 1976 mit seiner Pop-Adaption All by Myself des zweiten Satzes (Adagio sostenuto) von Rachmaninows berühmtem Klavierkonzert Nr. 2 in c-Moll. Der Song wurde ein internationaler Hit und über die Jahre von zahllosen Künstlern gecovert. Auch der darauf folgende Hit Never Gonna Fall In Love Again (1976) basiert auf einer Rachmaninow-Komposition, dem 3. Satz aus dessen 2. Symphonie. Weitere Top-40-Hits waren She Did It (1977) und Change of Heart (1978). Bis 1980 nahm Carmen regelmäßig LPs für das Plattenlabel Arista auf, die sich allerdings kontinuierlich weniger verkauften. Nach einigen Jahren Pause erschien 1984 das für rund eine halbe Million US-Dollar produzierte Album Eric Carmen auf dem Label Geffen. Die Platte war ein Flop und Carmen zog sich vorerst aus dem Showgeschäft zurück.
Im Jahr 1987 gelang ihm ein großes Comeback mit den US-Top-5-Hits Hungry Eyes aus dem Film Dirty Dancing, geschrieben von John DeNicola und Franke Previte, sowie Make Me Lose Control. Danach folgte allerdings kein neues Studio-Album, und Carmens eigene Karriere versandete wieder. Seine Kompositionen wurden jedoch von zahlreichen anderen Künstlern aufgenommen. Shaun Cassidy hatte 1977 gleich zwei Top-10-Hits mit Coverversionen von Carmens Kompositionen: That’s Rock ’n’ Roll und Hey Deanie. 1984 schrieb er außerdem für den Film Footloose die Ballade Almost Paradise, die von Ann Wilson und Mike Reno interpretiert, ebenfalls die Top 10 der Billboard Hot 100 erreichte und ihm im Rahmen des Soundtracks seine einzige Grammy-Nominierung einbrachte. Die Country-Sängerin Louise Mandrell nahm Maybe My Baby von Carmen auf und schaffte damit in den Country-Charts einen Platz acht. Céline Dion machte aus All By Myself 1997 abermals einen großen, weltweiten Hit. Im selben Jahr hatte außerdem die Boygroup 3T mit dem von Carmen geschriebenen Song I Need You einen Top-3-Hit in Großbritannien.
Carmen veröffentlichte 2000 das wenig beachtete Album I Was Born to Love You, das 1998 in Japan bereits unter dem Titel Winter Dreams erschienen war.
Im Jahr 2004 brachte Carmen die Raspberries wieder zusammen und ging mit diesen auf Tour. Unter anderem eröffneten sie in den USA Konzerte von Bruce Springsteen.
Eric Carmen starb am Wochenende um den 9./10. März 2024 im Alter von 74 Jahren. Er hinterließ seine dritte Frau aus der 2016 geschlossenen Ehe.

## Diskografie

### Studioalben
| Jahr | Titel Musiklabel                     | Höchstplatzierung, Gesamtwochen, AuszeichnungChartplatzierungen (Jahr, Titel, Musiklabel, Platzierungen, Wochen, Auszeichnungen, Anmerkungen) | Höchstplatzierung, Gesamtwochen, AuszeichnungChartplatzierungen (Jahr, Titel, Musiklabel, Platzierungen, Wochen, Auszeichnungen, Anmerkungen) | Anmerkungen                                                              |
| Jahr | Titel Musiklabel                     | UK | US | Anmerkungen                                                              |
| ---- | ------------------------------------ | --- | --- | ------------------------------------------------------------------------ |
| 1975 | Eric Carmen Arista                   | UK58 (1 Wo.)UK | US21 Gold · (51 Wo.)US | Erstveröffentlichung: November 1975 Produzent: Jimmy Ienner              |
| 1977 | Boats Against the Current Arista     | — | US45 (13 Wo.)US | Erstveröffentlichung: August 1977 Produzent: Eric Carmen                 |
| 1978 | Change of Heart Arista               | — | US137 (12 Wo.)US | Erstveröffentlichung: September 1978 Produzent: Eric Carmen              |
| 1980 | Tonight You’re Mine Arista           | — | US160 (5 Wo.)US | Erstveröffentlichung: 1. Januar 1980 Produzent: Harry Maslin             |
| 1985 | Eric Carmen Geffen                   | — | US158 (10 Wo.)US | Erstveröffentlichung: 7. Januar 1985 Produzenten: Bob Gaudio, Don Gehman |
| 2000 | I Was Born to Love You Rhino Records | — | — | 1998 bereits in Japan als Winter Dreams veröffentlicht                   |

### Kompilationen
| Jahr | Titel                                       | Höchstplatzierung, Gesamtwochen, AuszeichnungChartsChartplatzierungen (Jahr, Titel, Platzierungen, Wochen, Auszeichnungen, Anmerkungen) | Anmerkungen                                                                              |
| Jahr | Titel                                       | US | Anmerkungen                                                                              |
| ---- | ------------------------------------------- | --- | ---------------------------------------------------------------------------------------- |
| 1976 | Raspberries’ Best Feat. Eric Carmen Capitol | US138 (4 Wo.)US | Erstveröffentlichung: Mai 1976 The Raspberries feat. Eric Carmen Produzent: Jimmy Ienner |
| 1988 | The Best of Eric Carmen Arista              | US59 (20 Wo.)US | Erstveröffentlichung: Mai 1988                                                           |

Weitere Kompilationen
- 1977: All by Myself
- 1997: The Definitive Collection
- 1999: All by Myself: The Best of Eric Carmen
- 2006: Make Me Lose Control
- 2014: The Essential

### Singles
| Jahr | Titel Album                                                 | Höchstplatzierung, Gesamtwochen, AuszeichnungChartplatzierungen (Jahr, Titel, Album, Platzierungen, Wochen, Auszeichnungen, Anmerkungen) | Höchstplatzierung, Gesamtwochen, AuszeichnungChartplatzierungen (Jahr, Titel, Album, Platzierungen, Wochen, Auszeichnungen, Anmerkungen) | Höchstplatzierung, Gesamtwochen, AuszeichnungChartplatzierungen (Jahr, Titel, Album, Platzierungen, Wochen, Auszeichnungen, Anmerkungen) | Anmerkungen |
| Jahr | Titel Album                                                 | DE | UK | US | Anmerkungen |
| ---- | ----------------------------------------------------------- | --- | --- | --- | --- |
| 1975 | All by Myself Eric Carmen (1975)                            | — | UK12 (7 Wo.)UK | US2 Gold · (19 Wo.)US | Erstveröffentlichung: Dezember 1975 Autor: Eric Carmen                                                           |
| 1976 | Never Gonna Fall in Love Again Eric Carmen (1975)           | — | — | US11 (14 Wo.)US | Erstveröffentlichung: April 1976 Autor: Eric Carmen                                                              |
| 1976 | Sunrise Eric Carmen (1975)                                  | — | — | US34 (10 Wo.)US | Erstveröffentlichung: Juli 1976 Autor: Eric Carmen                                                               |
| 1977 | She Did It Boats Against the Current                        | — | — | US23 (16 Wo.)US | Erstveröffentlichung: August 1977 Autor: Eric Carmen                                                             |
| 1977 | Boats Against the Current                                   | — | — | US88 (3 Wo.)US | Erstveröffentlichung: Dezember 1977 Autor: Eric Carmen                                                           |
| 1978 | Change of Heart                                             | — | — | US19 (16 Wo.)US | Erstveröffentlichung: September 1978 Autor: Eric Carmen                                                          |
| 1979 | Baby, I Need Your Lovin’ Change of Heart                    | — | — | US62 (5 Wo.)US | Erstveröffentlichung: Januar 1979 Autoren: Holland–Dozier–Holland Original: The Four Tops, 1964                  |
| 1980 | It Hurts Too Much Tonight You’re Mine                       | — | — | US75 (2 Wo.)US | Erstveröffentlichung: Juni 1980 Autor: Eric Carmen                                                               |
| 1985 | I Wanna Hear It from Your Lips Eric Carmen (1984)           | — | — | US35 (11 Wo.)US | Erstveröffentlichung: Dezember 1984 Autoren: Dean Pitchford, Eric Carmen                                         |
| 1985 | I’m Through with Love Eric Carmen (1984)                    | — | — | US87 (3 Wo.)US | Erstveröffentlichung: März 1985 Autor: Eric Carmen                                                               |
| 1987 | Hungry Eyes Dirty Dancing (Soundtrack)                      | DE17 Gold · (13 Wo.)DE | UK82 ×2Doppelplatin · (11 Wo.)UK | US4 (25 Wo.)US | Erstveröffentlichung: Oktober 1987 vom Soundtrack des Films Dirty Dancing Autoren: Franke Previte, John DeNicola |
| 1988 | Make Me Lose Control The Best of Eric Carmen                | — | UK93 (2 Wo.)UK | US3 (20 Wo.)US | Erstveröffentlichung: Mai 1988 Autoren: Dean Pitchford, Eric Carmen                                              |
| 1988 | Reason to Try 1988 Summer Olympics Album One Moment in Time | — | — | US87 (3 Wo.)US | Erstveröffentlichung: September 1988 Autoren: Jon Lind, Phil Galdston                                            |

Weitere Singles
- 1972: Don’t Want to Say Goodbye (Raspberries feat. Eric Carmen)
- 1976: That’s Rock’n Roll
- 1976: Sunrise (Live at the Roxy, March 1976)
- 1978: Marathon Man
- 1979: Haven’t We Come a Long Way
- 1980: All for Love
- 1980: Foolin’ Myself
- 1986: The Rock Stops Here
- 1989: Almost Paradise (mit Merry Clayton)
- 2014: Brand New Year

## Auszeichnungen für Musikverkäufe
| Goldene Schallplatte - Italien - 2024: für die Single Hungry Eyes - Kanada - 1976: für die Single All by Myself - 1977: für das Album Eric Carmen - 1977: für das Album Boats Against the Current - Spanien - 2024: für die Single Hungry Eyes | Platin-Schallplatte - Dänemark - 2024: für die Single Hungry Eyes 2× Platin-Schallplatte - Neuseeland - 2023: für die Single Hungry Eyes |

Anmerkung: Auszeichnungen in Ländern aus den Charttabellen bzw. Chartboxen sind in ebendiesen zu finden.
| Land/RegionAuszeichnungen für Musikverkäufe (Land/Region, Auszeichnungen, Verkäufe, Quellen) | Gold     | Platin     | Verkäufe  | Quellen             |
| -------------------------------------------------------------------------------------------- | -------- | ---------- | --------- | ------------------- |
| Dänemark (IFPI)                                                                              | —        | Platin1    | 90.000    | ifpi.dk             |
| Deutschland (BVMI)                                                                           | Gold1    | —          | 250.000   | musikindustrie.de   |
| Italien (FIMI)                                                                               | Gold1    | —          | 50.000    | fimi.it             |
| Kanada (MC)                                                                                  | 3× Gold3 | —          | 175.000   | musiccanada.com     |
| Neuseeland (RMNZ)                                                                            | —        | 2× Platin2 | 60.000    | radioscope.co.nz    |
| Spanien (Promusicae)                                                                         | Gold1    | —          | 30.000    | elportaldemusica.es |
| Vereinigte Staaten (RIAA)                                                                    | 2× Gold2 | —          | 1.500.000 | riaa.com            |
| Vereinigtes Königreich (BPI)                                                                 | —        | 2× Platin2 | 1.200.000 | bpi.co.uk           |
| Insgesamt                                                                                    | 8× Gold8 | 5× Platin5 |           |                     |